# Transportes de Salvador

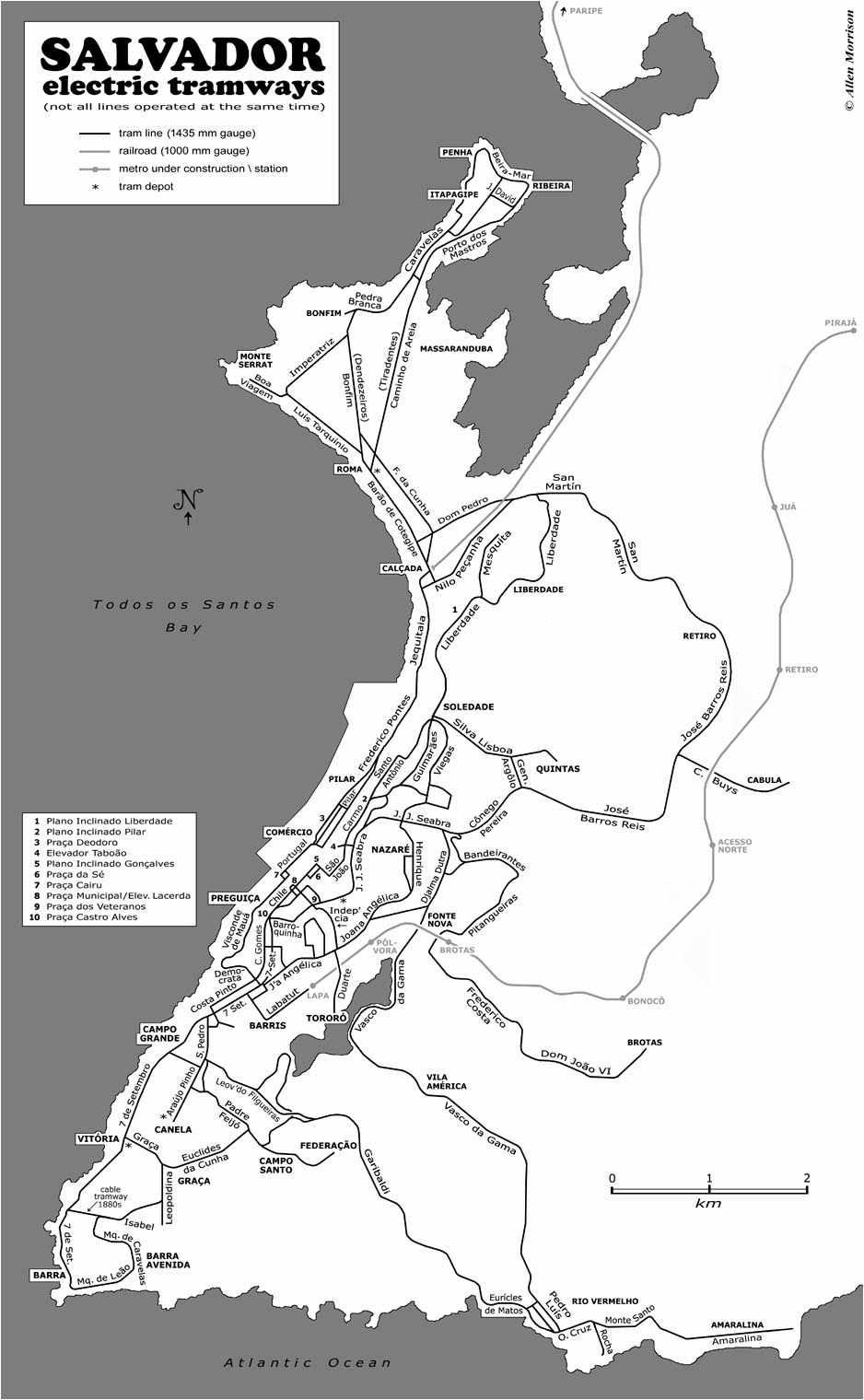
Mapa anacrônico das extintas linhas de bonde e a atual linha 1 do metrô

Os transportes de Salvador estão dispostos em diversos modos: rodoviário, ferroviário, vertical, cicloviário, aéreo e aquático, com influência das características geográficas soteropolitanas, destacadamente o território peninsular, as diferenças topográficas e a multiplicidade de centros urbanos. Há influência também da condição de metrópole do município de Salvador, que o torna principal polo atrativo de viagens de pessoas e bens, para onde convergem fluxos pendulares da região metropolitana de que é núcleo. As principais vias terrestres em que o município baiano está estruturado são as rodovias BR-324 (federal) e BA-099 (estadual) e as avenidas Avenida Luís Viana (Paralela) e Afrânio Peixoto (Suburbana). Dessas, a Avenida Paralela e a rodovia federal são importantes vias metropolitanas e os principais corredores de ônibus urbano. Os trilhos estão presentes com o Sistema de Trens do Subúrbio e o Sistema Metroviário. Os ascensores fazem a ligação vertical entre os planos da cidade (Alta e Baixa) em quatro pontos (Elevador Lacerda e planos inclinados Gonçalves, Pilar e Liberdade-Calçada). Nas águas, o transporte é marítimo municipal e intermunicipal, por barcas (Sistema Ferry-Boat) e por lanchas e catamarãs. Afora isso, há ainda as passarelas, escadarias e os serviços de táxi, vans, ônibus metropolitanos e transportes fretados.
O sistema de transportes de Salvador mostra-se saturado em diversos pontos críticos, muito em virtude da carência em investimentos no transporte público coletivo ao passo do crescimento da taxa de motorização. Contra esse cenário, foi proposto um sistema multimodal e integrado a partir da construção do metrô. Este seria inserido em rede integrada aos demais modais existentes na cidade, especialmente os ônibus, a fim de interromper o padrão de concentração espacial e temporal de viagens realizadas no município. O modal metroviário acompanha as principais vias terrestres e, em sua primeira linha, atravessa áreas densamente povoadas. Com percursos transversais à península e ao metrô, estão em construção a Linha Azul e a Linha Vermelha a fim de alimentar o sistema troncal por meio de sistema de trânsito rápido de ônibus (BRT). Apesar da proposta em execução, Salvador não dispõe de plano de mobilidade urbana municipal. O último edital de licitação para elaboração do plano não obteve empresas que atendessem completamente às exigências requeridas.
Diversas organizações interferem, administram, operam e fiscalizam o setor de transportes soteropolitano. Na esfera pública municipal, é a Secretaria Municipal de Mobilidade de Salvador (SEMOB) o órgão competente em relação à gestão pública da mobilidade urbana. Foi criada pela lei n.° 5.045 de 14 de agosto de 1995 como Secretaria Municipal de Transportes Urbanos e ganhou as atuais atribuições, estrutura e denominação por meio da Lei n.º 8.725 de 30 de dezembro de 2014. À SEMOB está vinculada a Superintendência de Trânsito do Salvador (TRANSALVADOR), autarquia municipal responsável pelo trânsito e estacionamentos públicos do município. Na esfera estadual, a Agência Estadual de Regulação de Serviços Públicos de Energia, Transportes e Comunicações da Bahia (AGERBA) é responsável pelas linhas metropolitanas de ônibus e a Companhia de Transportes do Estado da Bahia (CTB), pelos transportes sobre trilhos. Na esfera federal, a Codeba é responsável pelo porto e a Infraero, pelo aeroporto. Empresas privadas operam maioria dos modais: CCR Metrô Bahia, consórcios membros da Associação das Empresas de Transporte de Salvador (INTEGRA), Tecon Salvador, Serttel e Internacional Travessias Salvador.

## Rodoviário

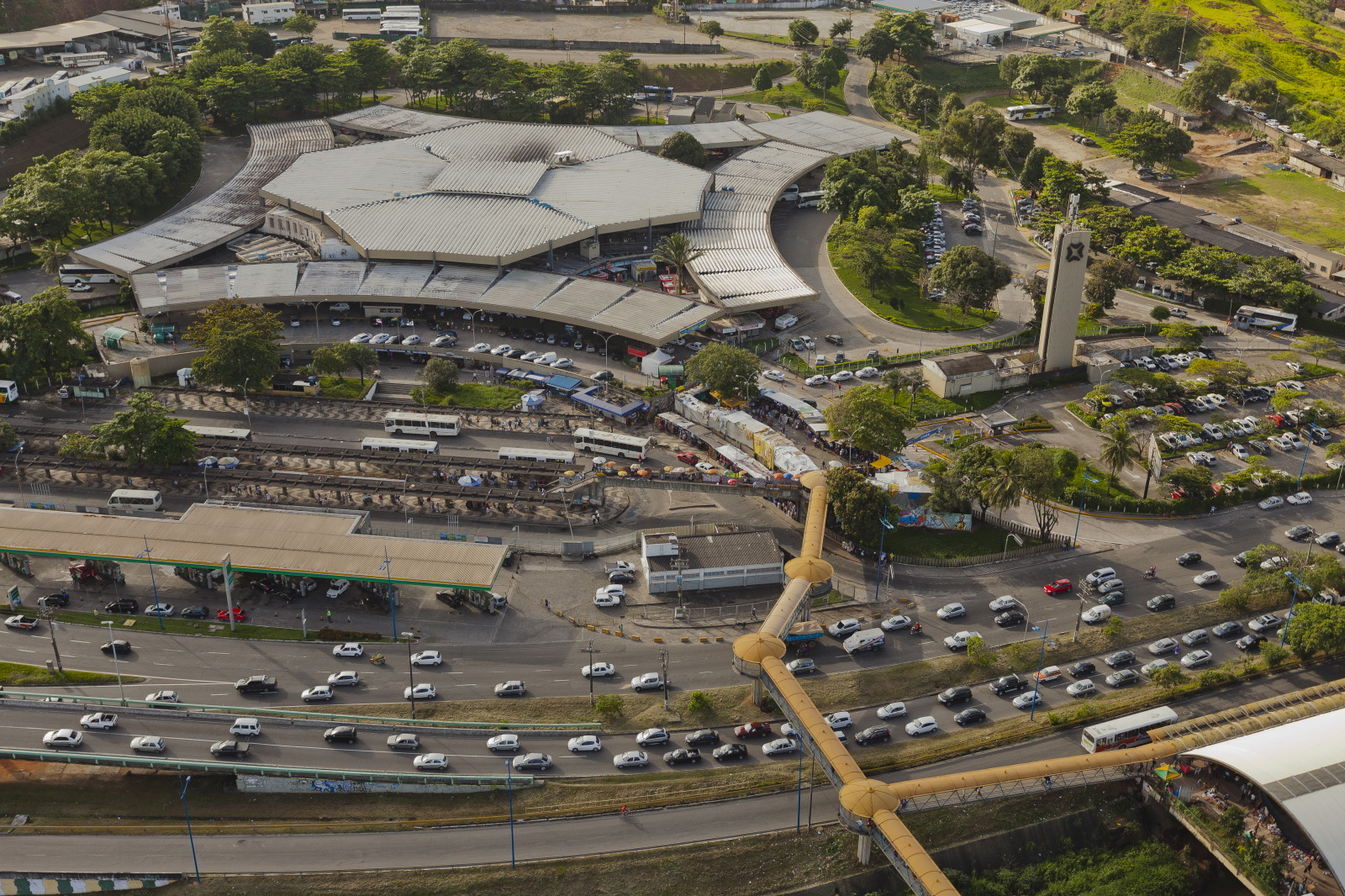
Vista aérea da região do Terminal Rodoviário de Salvador.

Salvador conta com transportes intermunicipais que conduzem às cidades do interior do estado e coletivos que circulam por toda a região metropolitana; esses transportes desembarcam no terminal rodoviário.
As rodovias federais BR-101 e BR-116 atravessam a Bahia de norte a Sul, oferecendo uma ligação de Salvador para o resto do país. Na junção de Feira de Santana, toma a rodovia BR-324. A capital baiana é servida por várias empresas de ônibus a partir de quase todos os Estados brasileiros. A BR-242, começando em São Roque do Paraguaçu (sentido transversal), está ligada à BR-116, associado à região centro-oeste. Entre as rodovias do estado, a BA-099, que faz conexão com o litoral norte e BA-001, que faz ligação ao sul da Bahia. Ônibus fornecem serviço direto para a maioria das cidades brasileira, incluindo Rio de Janeiro, São Paulo e Brasília, bem como destinos regionais. Em 2007, a cidade tinha proximamente 586 951 veículos, o maior da região Norte e Nordeste do Brasil. O trânsito da cidade foi classificado como o sétimo mais intenso no mundo em 2015 e o 28.º em 2016 pela empresa neerlandesa TomTom dentre quase quatrocentas cidades avaliadas, tendo o tempo médio de engarrafamento caído de 43% para 40%, na comparação entre esses dois anos.
Quatro rodovias pavimentadas conectem a cidade para o sistema de estrada nacional. Executando ao norte a partir do Farol de Itapuã se dá a centenas de quilômetros de praias maravilhosas na região. Estas praias são acessíveis através da rodovia BA-099 ou (Linha do Coco e Linha Verde), uma estrada, mantida em excelente estado, correndo paralelamente à costa, com vias de acesso na saída para o litoral propriamente dito. A estrada corre ao longo de dunas de areia branca como a neve, e a costa em si é uma linha quase ininterrupta de coqueiros. As vilas de pescadores aparecem ao longo da faixa litoral da Praia do Forte.
O mototáxi é um serviço regulamentado na cidade, enquanto que alguns tipos de transporte de passageiros por aplicativos, como é o caso do Uber são proibidos, sendo operado clandestinamente.

### Por ônibus
A estrutura viária da cidade dispõe de duas vias exclusivas para ônibus, uma localizada na avenida Vasco da Gama (do Dique ao Lucaia), inaugurada no início de 2013, e outra que se estendia da avenida Paralela (a partir da concessionária de veículos Grande Bahia) até a avenida ACM (na sede do DETRAN), no chamado à época de Sistema Iguatemi-Paralela-Orla, etapa do extinto Transporte Moderno de Salvador (TMS). Há também a faixa exclusiva localizada na avenida Paulo VI, na Pituba, implantada no fim de 2013. Dentre os terminais urbanos de ônibus, está o terminal urbano da Rodoviária, que em 2016 passará por reforma em virtude das intervenções da CCR Metrô Bahia para implantação do metrô.
Os acidentes com ônibus nos primeiros semestres entre 2014 e 2016 tem decrescido. Nos seis primeiros meses de 2016, foram registradas 700 ocorrências, o que corresponde a 3,8 por dia. Em comparação ao mesmo período de 2015, a diminuição foi de 31,6% (em números absolutos, foram 1.024 ocorrências) e, comparando a 2014, de 49,7% (1.392 acidentes).

## Aquaviário

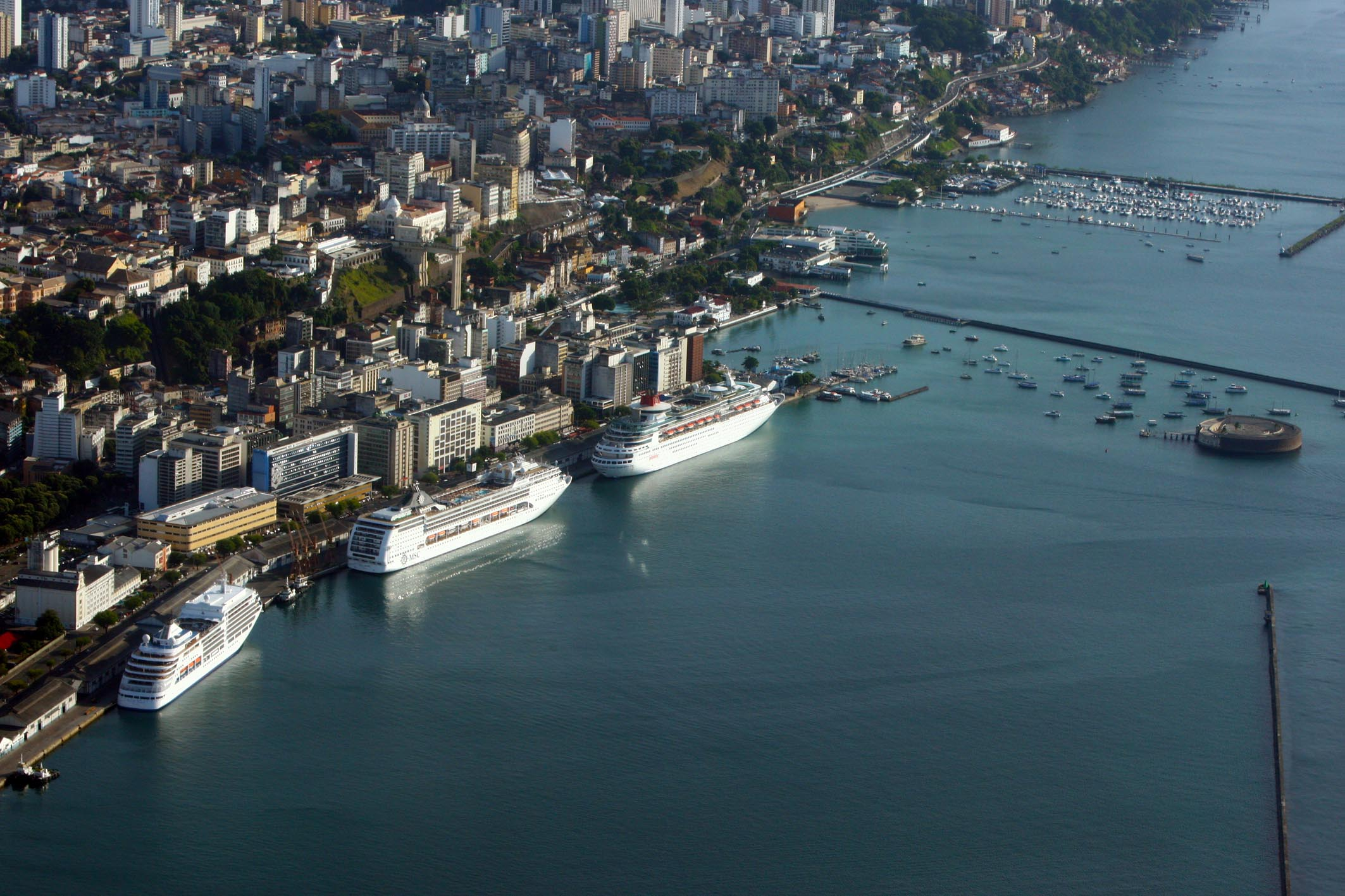
Porto de Salvador.

Por ser uma cidade litorânea, é comum a utilização do transporte aquaviário, contando, inclusive, com algumas rotas para a ilha de Itaparica. A Companhia das Docas do Estado da Bahia, a Companhia de Navegação Baiana e o Circuito Náutico da Bahia são os principais responsáveis por esse transporte.
Com volume de carga que cresce ano após ano seguindo o mesmo ritmo do desenvolvimento econômico implementado no Estado, o porto de Salvador, localizado na Baía de Todos os Santos, possui o estatuto como a porta de maior movimento de contêineres do Norte/Nordeste e como a segunda maior exportadora de frutas no Brasil. As atividades do porto funcionam das 8h às 12h e 13h30min às 17h30min.
A capacidade de lidar com grande volume de envio de cargas posicionou o porto de Salvador para novos investimentos em modernização tecnológica, e o porto é conhecido por programar um elevado nível de flexibilidade operacional à preços competitivos. O objetivo dos funcionários do Porto está a oferecer uma infraestrutura necessária para a circulação de mercadorias, enquanto simultaneamente as necessidades de exportadores e importadores internacionais.
Há duas linhas aquaviárias municipais: Plataforma–Ribeira e Itamoabo (Ilha de Maré)–São Tomé. Há também linhas intermunicipais.

## Ferroviário

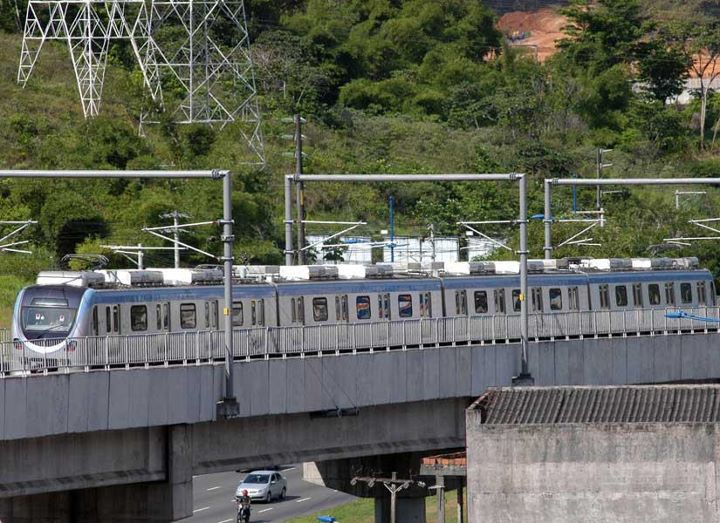
Vista do Metrô de Salvador.

O transporte ferroviário foi inaugurado pela empresa inglesa Bahia and San Francisco Railway Company (em português, Estrada de Ferro da Bahia ao São Francisco), cujo primeiro trecho, Jequitaia–Aratu, entrou em funcionamento em 28 de junho de 1860. Atualmente disso sobrevive o Sistema de Trens Urbanos de Salvador com a Estação da Calçada, antiga Jequitaia, e a Estação Paripe como extremos da linha, desde o início da década de 1980. A Companhia de Transportes do Estado da Bahia (CTB), operadora do sistema, planeja a requalificação do transporte, estendendo-o para a Avenida São Luís e para o bairro do Comércio.
Em relação ao metrô, os primeiros trabalhos para a licitação foram iniciados em 1997, com apoio financeiro dos governos estadual, municipal e federal, mas sua construção de fato só foi iniciada em abril de 2000. Denúncias superfaturamento, investigações do Tribunal de Contas da União (TCU) e Ministério Público Federal (MPF) e outros atrasos nas obras as prolongaram por mais de uma década a inauguração do sistema. O Metrô entrou em funcionamento, sob operação assistida (fase de testes), em 11 de junho de 2014.
| Unknown route-map component "exBHFq" | Station on transverse track |

| Unknown route-map component "uexBHFq" | Unknown route-map component "uBHFq" |

| Unknown route-map component "exBHFq_orange" | Unknown route-map component "BHFq_orange" |

| Unknown route-map component "fexBHFq" | Unknown route-map component "fBHFq" |

|  | Head station |

|  | Station on track |

|  | Station on track |

|  | Station on track |

| Unknown route-map component "uKBHFa-L" | Unknown route-map component "BHF-M" | Unknown route-map component "exKBHFa-R_orange" |

| Urban station on track | Straight track | Unknown route-map component "exBHF_orange" |

| Urban station on track | Straight track | Unknown route-map component "exBHF_orange" |

| Urban station on track | Station on track | Unknown route-map component "exSTR_orange" |

| Urban straight track | Station on track | Unknown route-map component "exBHF_orange" |

| Urban station on track | Station on track | Unknown route-map component "exSTR_orange" |

| Urban station on track | Unknown route-map component "KBHFxe" | Unknown route-map component "exSTR_orange" |

| Urban station on track | Unknown route-map component "exKBHFe" + Unknown route-map component "exSTRc2_orange" | Unknown route-map component "exSTR3_orange" |

| Urban straight track | Unknown route-map component "exSTR+1_orange" | Unknown route-map component "exSTRc4_orange" |

| Urban straight track | Unknown route-map component "exBHF-L_orange" | Unknown route-map component "fexKBHFa-R" |

| Urban straight track | Unknown route-map component "exBHF_orange" | Unknown route-map component "fexBHF" |

| Urban straight track | Unknown route-map component "exBHF_orange" | Unknown route-map component "fexKBHFe" |

| Urban station on track | Unknown route-map component "exBHF_orange" |  |

| Urban station on track | Unknown route-map component "exBHF_orange" |  |

| Urban station on track | Unknown route-map component "exBHF_orange" |  |

| Urban station on track | Unknown route-map component "exBHF_orange" |  |

| Urban end station, unused through track | Unknown route-map component "exBHF_orange" |  |

| Unknown route-map component "uexKBHFe" | Unknown route-map component "exBHF_orange" |  |

|  | Unknown route-map component "exBHF_orange" |

|  | Unknown route-map component "exBHF_orange" |

|  | Unknown route-map component "exBHF_orange" |

|  | Unknown route-map component "exBHF_orange" |

|  | Unknown route-map component "exBHF_orange" |

|  | Unknown route-map component "exBHF_orange" |

|  | Unknown route-map component "exBHF_orange" |

|  | Unknown route-map component "exBHF_orange" |

|  | Unknown route-map component "exBHF_orange" |

|  | Unknown route-map component "exKBHFe_orange" |

| Unknown route-map component "exBHFq" | Station on transverse track |

| Unknown route-map component "uexBHFq" | Unknown route-map component "uBHFq" |

| Unknown route-map component "exBHFq_orange" | Unknown route-map component "BHFq_orange" |

| Unknown route-map component "fexBHFq" | Unknown route-map component "fBHFq" |

|  | Head station |

|  | Station on track |

|  | Station on track |

|  | Station on track |

| Unknown route-map component "uKBHFa-L" | Unknown route-map component "BHF-M" | Unknown route-map component "exKBHFa-R_orange" |

| Urban station on track | Straight track | Unknown route-map component "exBHF_orange" |

| Urban station on track | Straight track | Unknown route-map component "exBHF_orange" |

| Urban station on track | Station on track | Unknown route-map component "exSTR_orange" |

| Urban straight track | Station on track | Unknown route-map component "exBHF_orange" |

| Urban station on track | Station on track | Unknown route-map component "exSTR_orange" |

| Urban station on track | Unknown route-map component "KBHFxe" | Unknown route-map component "exSTR_orange" |

| Urban station on track | Unknown route-map component "exKBHFe" + Unknown route-map component "exSTRc2_orange" | Unknown route-map component "exSTR3_orange" |

| Urban straight track | Unknown route-map component "exSTR+1_orange" | Unknown route-map component "exSTRc4_orange" |

| Urban straight track | Unknown route-map component "exBHF-L_orange" | Unknown route-map component "fexKBHFa-R" |

| Urban straight track | Unknown route-map component "exBHF_orange" | Unknown route-map component "fexBHF" |

| Urban straight track | Unknown route-map component "exBHF_orange" | Unknown route-map component "fexKBHFe" |

| Urban station on track | Unknown route-map component "exBHF_orange" |  |

| Urban station on track | Unknown route-map component "exBHF_orange" |  |

| Urban station on track | Unknown route-map component "exBHF_orange" |  |

| Urban station on track | Unknown route-map component "exBHF_orange" |  |

| Urban end station, unused through track | Unknown route-map component "exBHF_orange" |  |

| Unknown route-map component "uexKBHFe" | Unknown route-map component "exBHF_orange" |  |

|  | Unknown route-map component "exBHF_orange" |

|  | Unknown route-map component "exBHF_orange" |

|  | Unknown route-map component "exBHF_orange" |

|  | Unknown route-map component "exBHF_orange" |

|  | Unknown route-map component "exBHF_orange" |

|  | Unknown route-map component "exBHF_orange" |

|  | Unknown route-map component "exBHF_orange" |

|  | Unknown route-map component "exBHF_orange" |

|  | Unknown route-map component "exBHF_orange" |

|  | Unknown route-map component "exKBHFe_orange" |

| Unknown route-map component "exBHFq" | Station on transverse track |

| Unknown route-map component "uexBHFq" | Unknown route-map component "uBHFq" |

| Unknown route-map component "exBHFq_orange" | Unknown route-map component "BHFq_orange" |

| Unknown route-map component "fexBHFq" | Unknown route-map component "fBHFq" |

|  | Head station |

|  | Station on track |

|  | Station on track |

|  | Station on track |

| Unknown route-map component "uKBHFa-L" | Unknown route-map component "BHF-M" | Unknown route-map component "exKBHFa-R_orange" |

| Urban station on track | Straight track | Unknown route-map component "exBHF_orange" |

| Urban station on track | Straight track | Unknown route-map component "exBHF_orange" |

| Urban station on track | Station on track | Unknown route-map component "exSTR_orange" |

| Urban straight track | Station on track | Unknown route-map component "exBHF_orange" |

| Urban station on track | Station on track | Unknown route-map component "exSTR_orange" |

| Urban station on track | Unknown route-map component "KBHFxe" | Unknown route-map component "exSTR_orange" |

| Urban station on track | Unknown route-map component "exKBHFe" + Unknown route-map component "exSTRc2_orange" | Unknown route-map component "exSTR3_orange" |

| Urban straight track | Unknown route-map component "exSTR+1_orange" | Unknown route-map component "exSTRc4_orange" |

| Urban straight track | Unknown route-map component "exBHF-L_orange" | Unknown route-map component "fexKBHFa-R" |

| Urban straight track | Unknown route-map component "exBHF_orange" | Unknown route-map component "fexBHF" |

| Urban straight track | Unknown route-map component "exBHF_orange" | Unknown route-map component "fexKBHFe" |

| Urban station on track | Unknown route-map component "exBHF_orange" |  |

| Urban station on track | Unknown route-map component "exBHF_orange" |  |

| Urban station on track | Unknown route-map component "exBHF_orange" |  |

| Urban station on track | Unknown route-map component "exBHF_orange" |  |

| Urban end station, unused through track | Unknown route-map component "exBHF_orange" |  |

| Unknown route-map component "uexKBHFe" | Unknown route-map component "exBHF_orange" |  |

|  | Unknown route-map component "exBHF_orange" |

|  | Unknown route-map component "exBHF_orange" |

|  | Unknown route-map component "exBHF_orange" |

|  | Unknown route-map component "exBHF_orange" |

|  | Unknown route-map component "exBHF_orange" |

|  | Unknown route-map component "exBHF_orange" |

|  | Unknown route-map component "exBHF_orange" |

|  | Unknown route-map component "exBHF_orange" |

|  | Unknown route-map component "exBHF_orange" |

|  | Unknown route-map component "exKBHFe_orange" |

| Unknown route-map component "exBHFq" | Station on transverse track |

| Unknown route-map component "uexBHFq" | Unknown route-map component "uBHFq" |

| Unknown route-map component "exBHFq_orange" | Unknown route-map component "BHFq_orange" |

| Unknown route-map component "fexBHFq" | Unknown route-map component "fBHFq" |

|  | Head station |

|  | Station on track |

|  | Station on track |

|  | Station on track |

| Unknown route-map component "uKBHFa-L" | Unknown route-map component "BHF-M" | Unknown route-map component "exKBHFa-R_orange" |

| Urban station on track | Straight track | Unknown route-map component "exBHF_orange" |

| Urban station on track | Straight track | Unknown route-map component "exBHF_orange" |

| Urban station on track | Station on track | Unknown route-map component "exSTR_orange" |

| Urban straight track | Station on track | Unknown route-map component "exBHF_orange" |

| Urban station on track | Station on track | Unknown route-map component "exSTR_orange" |

| Urban station on track | Unknown route-map component "KBHFxe" | Unknown route-map component "exSTR_orange" |

| Urban station on track | Unknown route-map component "exKBHFe" + Unknown route-map component "exSTRc2_orange" | Unknown route-map component "exSTR3_orange" |

| Urban straight track | Unknown route-map component "exSTR+1_orange" | Unknown route-map component "exSTRc4_orange" |

| Urban straight track | Unknown route-map component "exBHF-L_orange" | Unknown route-map component "fexKBHFa-R" |

| Urban straight track | Unknown route-map component "exBHF_orange" | Unknown route-map component "fexBHF" |

| Urban straight track | Unknown route-map component "exBHF_orange" | Unknown route-map component "fexKBHFe" |

| Urban station on track | Unknown route-map component "exBHF_orange" |  |

| Urban station on track | Unknown route-map component "exBHF_orange" |  |

| Urban station on track | Unknown route-map component "exBHF_orange" |  |

| Urban station on track | Unknown route-map component "exBHF_orange" |  |

| Urban end station, unused through track | Unknown route-map component "exBHF_orange" |  |

| Unknown route-map component "uexKBHFe" | Unknown route-map component "exBHF_orange" |  |

|  | Unknown route-map component "exBHF_orange" |

|  | Unknown route-map component "exBHF_orange" |

|  | Unknown route-map component "exBHF_orange" |

|  | Unknown route-map component "exBHF_orange" |

|  | Unknown route-map component "exBHF_orange" |

|  | Unknown route-map component "exBHF_orange" |

|  | Unknown route-map component "exBHF_orange" |

|  | Unknown route-map component "exBHF_orange" |

|  | Unknown route-map component "exBHF_orange" |

|  | Unknown route-map component "exKBHFe_orange" |

| Unknown route-map component "exBHFq" | Station on transverse track |

| Unknown route-map component "uexBHFq" | Unknown route-map component "uBHFq" |

| Unknown route-map component "exBHFq_orange" | Unknown route-map component "BHFq_orange" |

| Unknown route-map component "fexBHFq" | Unknown route-map component "fBHFq" |

|  | Head station |

|  | Station on track |

|  | Station on track |

|  | Station on track |

| Unknown route-map component "uKBHFa-L" | Unknown route-map component "BHF-M" | Unknown route-map component "exKBHFa-R_orange" |

| Urban station on track | Straight track | Unknown route-map component "exBHF_orange" |

| Urban station on track | Straight track | Unknown route-map component "exBHF_orange" |

| Urban station on track | Station on track | Unknown route-map component "exSTR_orange" |

| Urban straight track | Station on track | Unknown route-map component "exBHF_orange" |

| Urban station on track | Station on track | Unknown route-map component "exSTR_orange" |

| Urban station on track | Unknown route-map component "KBHFxe" | Unknown route-map component "exSTR_orange" |

| Urban station on track | Unknown route-map component "exKBHFe" + Unknown route-map component "exSTRc2_orange" | Unknown route-map component "exSTR3_orange" |

| Urban straight track | Unknown route-map component "exSTR+1_orange" | Unknown route-map component "exSTRc4_orange" |

| Urban straight track | Unknown route-map component "exBHF-L_orange" | Unknown route-map component "fexKBHFa-R" |

| Urban straight track | Unknown route-map component "exBHF_orange" | Unknown route-map component "fexBHF" |

| Urban straight track | Unknown route-map component "exBHF_orange" | Unknown route-map component "fexKBHFe" |

| Urban station on track | Unknown route-map component "exBHF_orange" |  |

| Urban station on track | Unknown route-map component "exBHF_orange" |  |

| Urban station on track | Unknown route-map component "exBHF_orange" |  |

| Urban station on track | Unknown route-map component "exBHF_orange" |  |

| Urban end station, unused through track | Unknown route-map component "exBHF_orange" |  |

| Unknown route-map component "uexKBHFe" | Unknown route-map component "exBHF_orange" |  |

|  | Unknown route-map component "exBHF_orange" |

|  | Unknown route-map component "exBHF_orange" |

|  | Unknown route-map component "exBHF_orange" |

|  | Unknown route-map component "exBHF_orange" |

|  | Unknown route-map component "exBHF_orange" |

|  | Unknown route-map component "exBHF_orange" |

|  | Unknown route-map component "exBHF_orange" |

|  | Unknown route-map component "exBHF_orange" |

|  | Unknown route-map component "exBHF_orange" |

|  | Unknown route-map component "exKBHFe_orange" |

| Unknown route-map component "exBHFq" | Station on transverse track |

| Unknown route-map component "uexBHFq" | Unknown route-map component "uBHFq" |

| Unknown route-map component "exBHFq_orange" | Unknown route-map component "BHFq_orange" |

| Unknown route-map component "fexBHFq" | Unknown route-map component "fBHFq" |

|  | Head station |

|  | Station on track |

|  | Station on track |

|  | Station on track |

| Unknown route-map component "uKBHFa-L" | Unknown route-map component "BHF-M" | Unknown route-map component "exKBHFa-R_orange" |

| Urban station on track | Straight track | Unknown route-map component "exBHF_orange" |

| Urban station on track | Straight track | Unknown route-map component "exBHF_orange" |

| Urban station on track | Station on track | Unknown route-map component "exSTR_orange" |

| Urban straight track | Station on track | Unknown route-map component "exBHF_orange" |

| Urban station on track | Station on track | Unknown route-map component "exSTR_orange" |

| Urban station on track | Unknown route-map component "KBHFxe" | Unknown route-map component "exSTR_orange" |

| Urban station on track | Unknown route-map component "exKBHFe" + Unknown route-map component "exSTRc2_orange" | Unknown route-map component "exSTR3_orange" |

| Urban straight track | Unknown route-map component "exSTR+1_orange" | Unknown route-map component "exSTRc4_orange" |

| Urban straight track | Unknown route-map component "exBHF-L_orange" | Unknown route-map component "fexKBHFa-R" |

| Urban straight track | Unknown route-map component "exBHF_orange" | Unknown route-map component "fexBHF" |

| Urban straight track | Unknown route-map component "exBHF_orange" | Unknown route-map component "fexKBHFe" |

| Urban station on track | Unknown route-map component "exBHF_orange" |  |

| Urban station on track | Unknown route-map component "exBHF_orange" |  |

| Urban station on track | Unknown route-map component "exBHF_orange" |  |

| Urban station on track | Unknown route-map component "exBHF_orange" |  |

| Urban end station, unused through track | Unknown route-map component "exBHF_orange" |  |

| Unknown route-map component "uexKBHFe" | Unknown route-map component "exBHF_orange" |  |

|  | Unknown route-map component "exBHF_orange" |

|  | Unknown route-map component "exBHF_orange" |

|  | Unknown route-map component "exBHF_orange" |

|  | Unknown route-map component "exBHF_orange" |

|  | Unknown route-map component "exBHF_orange" |

|  | Unknown route-map component "exBHF_orange" |

|  | Unknown route-map component "exBHF_orange" |

|  | Unknown route-map component "exBHF_orange" |

|  | Unknown route-map component "exBHF_orange" |

|  | Unknown route-map component "exKBHFe_orange" |

| Unknown route-map component "exBHFq" | Station on transverse track |

| Unknown route-map component "uexBHFq" | Unknown route-map component "uBHFq" |

| Unknown route-map component "exBHFq_orange" | Unknown route-map component "BHFq_orange" |

| Unknown route-map component "fexBHFq" | Unknown route-map component "fBHFq" |

|  | Head station |

|  | Station on track |

|  | Station on track |

|  | Station on track |

| Unknown route-map component "uKBHFa-L" | Unknown route-map component "BHF-M" | Unknown route-map component "exKBHFa-R_orange" |

| Urban station on track | Straight track | Unknown route-map component "exBHF_orange" |

| Urban station on track | Straight track | Unknown route-map component "exBHF_orange" |

| Urban station on track | Station on track | Unknown route-map component "exSTR_orange" |

| Urban straight track | Station on track | Unknown route-map component "exBHF_orange" |

| Urban station on track | Station on track | Unknown route-map component "exSTR_orange" |

| Urban station on track | Unknown route-map component "KBHFxe" | Unknown route-map component "exSTR_orange" |

| Urban station on track | Unknown route-map component "exKBHFe" + Unknown route-map component "exSTRc2_orange" | Unknown route-map component "exSTR3_orange" |

| Urban straight track | Unknown route-map component "exSTR+1_orange" | Unknown route-map component "exSTRc4_orange" |

| Urban straight track | Unknown route-map component "exBHF-L_orange" | Unknown route-map component "fexKBHFa-R" |

| Urban straight track | Unknown route-map component "exBHF_orange" | Unknown route-map component "fexBHF" |

| Urban straight track | Unknown route-map component "exBHF_orange" | Unknown route-map component "fexKBHFe" |

| Urban station on track | Unknown route-map component "exBHF_orange" |  |

| Urban station on track | Unknown route-map component "exBHF_orange" |  |

| Urban station on track | Unknown route-map component "exBHF_orange" |  |

| Urban station on track | Unknown route-map component "exBHF_orange" |  |

| Urban end station, unused through track | Unknown route-map component "exBHF_orange" |  |

| Unknown route-map component "uexKBHFe" | Unknown route-map component "exBHF_orange" |  |

|  | Unknown route-map component "exBHF_orange" |

|  | Unknown route-map component "exBHF_orange" |

|  | Unknown route-map component "exBHF_orange" |

|  | Unknown route-map component "exBHF_orange" |

|  | Unknown route-map component "exBHF_orange" |

|  | Unknown route-map component "exBHF_orange" |

|  | Unknown route-map component "exBHF_orange" |

|  | Unknown route-map component "exBHF_orange" |

|  | Unknown route-map component "exBHF_orange" |

|  | Unknown route-map component "exKBHFe_orange" |

| Unknown route-map component "exBHFq" | Station on transverse track |

| Unknown route-map component "uexBHFq" | Unknown route-map component "uBHFq" |

| Unknown route-map component "exBHFq_orange" | Unknown route-map component "BHFq_orange" |

| Unknown route-map component "fexBHFq" | Unknown route-map component "fBHFq" |

|  | Head station |

|  | Station on track |

|  | Station on track |

|  | Station on track |

| Unknown route-map component "uKBHFa-L" | Unknown route-map component "BHF-M" | Unknown route-map component "exKBHFa-R_orange" |

| Urban station on track | Straight track | Unknown route-map component "exBHF_orange" |

| Urban station on track | Straight track | Unknown route-map component "exBHF_orange" |

| Urban station on track | Station on track | Unknown route-map component "exSTR_orange" |

| Urban straight track | Station on track | Unknown route-map component "exBHF_orange" |

| Urban station on track | Station on track | Unknown route-map component "exSTR_orange" |

| Urban station on track | Unknown route-map component "KBHFxe" | Unknown route-map component "exSTR_orange" |

| Urban station on track | Unknown route-map component "exKBHFe" + Unknown route-map component "exSTRc2_orange" | Unknown route-map component "exSTR3_orange" |

| Urban straight track | Unknown route-map component "exSTR+1_orange" | Unknown route-map component "exSTRc4_orange" |

| Urban straight track | Unknown route-map component "exBHF-L_orange" | Unknown route-map component "fexKBHFa-R" |

| Urban straight track | Unknown route-map component "exBHF_orange" | Unknown route-map component "fexBHF" |

| Urban straight track | Unknown route-map component "exBHF_orange" | Unknown route-map component "fexKBHFe" |

| Urban station on track | Unknown route-map component "exBHF_orange" |  |

| Urban station on track | Unknown route-map component "exBHF_orange" |  |

| Urban station on track | Unknown route-map component "exBHF_orange" |  |

| Urban station on track | Unknown route-map component "exBHF_orange" |  |

| Urban end station, unused through track | Unknown route-map component "exBHF_orange" |  |

| Unknown route-map component "uexKBHFe" | Unknown route-map component "exBHF_orange" |  |

|  | Unknown route-map component "exBHF_orange" |

|  | Unknown route-map component "exBHF_orange" |

|  | Unknown route-map component "exBHF_orange" |

|  | Unknown route-map component "exBHF_orange" |

|  | Unknown route-map component "exBHF_orange" |

|  | Unknown route-map component "exBHF_orange" |

|  | Unknown route-map component "exBHF_orange" |

|  | Unknown route-map component "exBHF_orange" |

|  | Unknown route-map component "exBHF_orange" |

|  | Unknown route-map component "exKBHFe_orange" |

## Aéreo

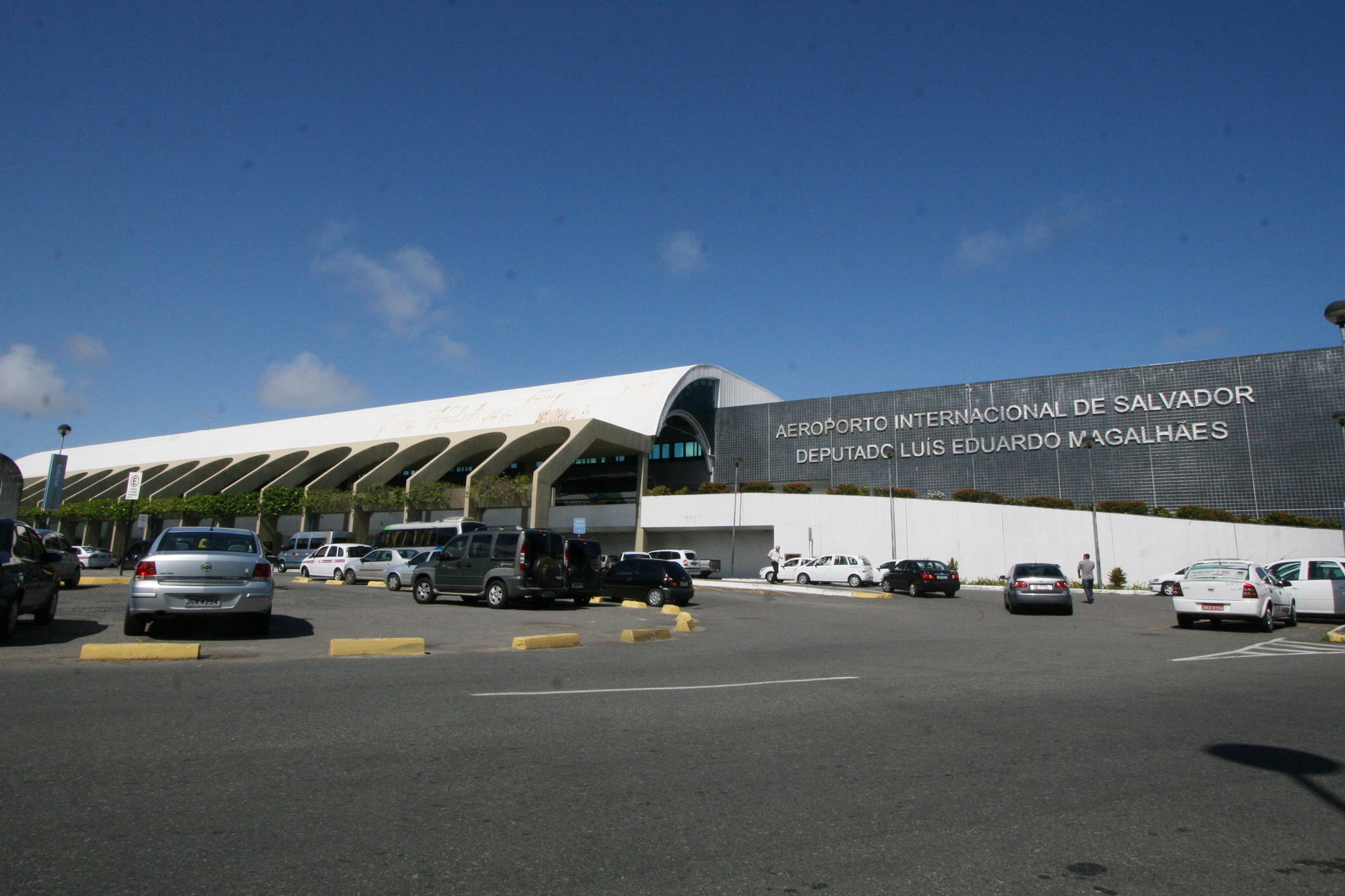
Fachada do Aeroporto Internacional de Salvador.

Salvador conta com um aeroporto internacional, o Aeroporto Internacional de Salvador - Deputado Luís Eduardo Magalhães, anteriormente era denominado de Dois de Julho. É o maior de todo Norte, Nordeste e Sul brasileiro e o quinto mais movimentado do país. Em 2007, foi o terceiro maior do Brasil em movimento de malas postais, o quinto de passageiros e sexto de aeronaves e cargas. Situado a 40 quilômetros do centro de Salvador, numa área de sete milhões de metros quadrados (entre dunas e vegetação nativa), o aeroporto já se tornou uma das principais atrações panorâmicas da cidade e dispõe de completa infraestrutura aeroportuária e um moderno terminal de passageiros (inaugurado em 2001) capaz de atender a seis milhões passageiros ao ano e receber 24 aeronaves simultaneamente. Existem voos regulares para as principais capitais brasileiras e para alguns países da Europa.
Em 2012, o aeroporto tratou 3 382 906 passageiros e movimentou 52 664 aeronaves, colocando o aeroporto entre os maiores no Brasil em termos de passageiros. O uso do aeroporto tem vindo a crescer a uma média de 14% ao ano e agora é responsável por mais de 30% do movimento de passageiros no nordeste do Brasil.

## Individual não motorizado
Os meios individuais não motorizados utilizados incluem as bicicletas, os esqueites, os patins e o deslocamento a pé. Tanto o Detran-BA, quanto a Transalvador equiparam patinadores a pedestres, uma vez que não há legislação específica. A comunidade Patina Salvador reunia mais de 2,5 mil patinadores, segundo notícia veiculada em meados de outubro de 2015.
Sobre o transporte cicloviário, a a lei n.º 8040 instituiu o Sistema Cicloviário do Município de Salvador e suas diretrizes. A cidade conta com um sistema de bicicletas compartilhadas, o Bike Salvador, que é mantido pela parceria entre Prefeitura e Banco Itaú e cujo uso como meio de transporte se concentra na área compreendida entre o Rio Vermelho e a Praça Castro Alves, no Centro. Embora seja alto o uso para passeios e lazer, a redução de 35% para 30% de bicicletas devolvidas na mesma estação em 2016 indica mudança no comportamento. O sistema conta com 40 estações, 400 bicicletas, outras 40 adicionadas nos fins de semana mais 60 do sistema Bike Turista, que está espalhado por doze hotéis. Em termos de malha cicloviária, o tamanho da soteropolitana passou de 13 quilômetros em 2013 para 130 quilômetros em 2016. Há instalação de quatro circuitos de ciclofaixas aos domingos e feriados: Praça da Sé–Avenida Sete de Setembro, Barra–Ondina, Parque da Cidade–Pituba e Avenida Magalhães Neto.

## Cronologia
- 1729 — introdução das cadeiras de arruar na cidade, utilizadas dentro e fora dos limites urbanos.[73]
- 1836 — inauguração da linha de transporte aquático por navio a vapor entre a Rampa do Mercado e a Praia da Boa Viagem (porto do Bonfim), com escala em Água de Meninos.[73]
- 1845 — lei local n.º 223, de 3 de maio, permitiu o estabelecimento de empresas de transportes por gôndolas (tração animal) para exploração do serviço por dez anos.[74][73]
- 1851 — início de serviço regular de duas linhas de gôndolas, Cidade Alta–Barra e Pedreiras–Bonfim, concedidas ao leiloeiro austríaco Rafael Ariani.[74]
- 1864 — lei local n.º 914, de março, aprovou concessões para serviço sobre trilhos para conexão entre a Cidade Alta e a Cidade Baixa, para transporte de pessoas e cargas. A concessão é transferida ao negociante Antônio Francisco de Lacerda.[73][74]
- 1869 — estabelecimento de contrato, de 16 de junho, entre o município e companhias de trilhos para a implantação de linhas de bondes para conectar a Barroquinha, o Engenho Velho da Conceição, o Retiro, a Soledade e o Rio Vermelho, podendo ser construídos ramais para outras localidades.[73]
- 1870 — início, em 30 de novembro, das obras para implantação do transporte por bonde.[73]
- 1871 — inauguração, em 1.º de junho, do trajeto Barroquinha–Sete Portas do transporte por bonde.[73]
- 1873 — inauguração do Elevador Lacerda, marco do início dos transportes eletrificados e elevador público em sistema hidráulico construído em decorrência da concessão transferida a Antônio Francisco de Lacerda.[74][73]
- 1897 — inauguração da linha Itapagipe–Comércio, operada pela Cia. Veículos Econômicos, a primeira linha de bondes da cidade e a segunda cidade brasileira com o modal.[75]
- 1910 — diversas linhas eletrificadas de bondes percorrem as porções alta (Cia. Linha Circular) e baixa (Cia. Veículos Econômicos) de Salvador.[74][76]
- 1911 — surgimento dos bondes-salão (veículo de luxo), carros-fúnebres (veículo funerário) e o bonde-assistência (veículo antecessor da ambulância).[74]
- 1912 — início precário do transporte por ônibus.[74]
- 1914–1918 — o transporte por bonde sofre com as dificuldades para importação de peças e maquinários em consequência da Primeira Guerra Mundial. A situação gera queda da qualidade do serviço e críticas vindas da imprensa.[74]
- 1930 — protesto popular contra serviço ruim e tarifas altas queima 60 bondes da Cia. Circular de Carris da Bahia. A empresa acionou judicialmente o governo e ganhou o direito de não colocar mais bondes em operação, piorando a situação desse serviço público.[74]
- 1955 — decreto municipal declara crise nos serviços de transporte coletivo. Assim, os bondes foram sendo substituídos pelos ônibus na cidade.[74]
- 1957 — inauguração de linhas do transporte por trólebus na Cidade Baixa.[74]
- 1971 — regulamentação do serviço de transporte coletivo na cidade, que origina a produção de estudos, planos e projetos de transporte para Salvador.[74][76]
- 1981
  - Início da construção do Terminal da Lapa.[74][76]
  - Agosto — Quebra-quebra de ônibus termina com três pessoas mortas, dezenas de feridas e 600 ônibus danificados.[74][76]
  - Novembro
    - Criação da Secretaria de Transporte Urbanos (STU), na estrutura da Prefeitura Municipal de Salvador.[74][76]
    - Estabelecimento da tarifa unificada para o transporte por ônibus, em aparente apreciação das demandas do Movimento Contra a Carestia.[74][76]
- 1984 — início do sistema tronco-alimentador com integração fechada no Terminal EVA, na Estrada Velha do Aeroporto (EVA), dentro do serviço de transporte por ônibus.[74]
- 1986
  - Terminal EVA foi substituído pela Estação Nova Esperança.[74][76]
  - Lançamento do Projeto Bonde Moderno.[74][76]
- 1992
  - Conclusão de obras do Projeto Bonde Moderno, que incluiu vias exclusivas para ônibus e passarelas nas avenidas Vasco da Gama e Mário Leal Ferreira (Bonocô), os viadutos Posto São João, Raul Seixas e Chico Mendes.[74]
  - Renovação da frota de ônibus.[74]
- 1995 — construção do Terminal Pirajá e reorganização do sistema tronco-alimentador do entorno do terminal de ônibus, inclusive Cajazeiras.[74]
- 1996 — início da bilhetagem eletrônica para registro da meia passagem estudantil e o passe livre dos passageiros beneficiários da gratuidade por meio de cartões inteligentes (smart cards).[74]
- 1998 — início do Subsistema de Transporte Especial Complementar (STEC), à época operado por vans.[74]
- 1999 — lançamento da concorrência pública para o metrô de Salvador.[74]
- [quando?]
  - 11 de julho — início da Corujão Salvador, de linhas municipais noturnas de ônibus a partir do Terminal da Lapa.[77]
- 2003 — estudantes protagonizaram a Revolta do Buzu bloqueando vias por três semanas protestando contra o aumento da tarifa do ônibus.[78]